# HD 91135
HD 91135，又名CD-25 8084，SAO 178917、HR 4125，是一颗恒星，视星等为6.51，位于銀經267.74，銀緯26.62，其B1900.0坐标为赤經10h 26m 10.1s，赤緯-25° 26.62′ 16″。